# Libertia sessiliflora
Libertia sessiliflora är en irisväxtart som först beskrevs av Eduard Friedrich Poeppig, och fick sitt nu gällande namn av Carl Skottsberg. Libertia sessiliflora ingår i släktet Libertia och familjen irisväxter. Inga underarter finns listade i Catalogue of Life.